# 1921 en Belgique
Chronologie de la Belgique
- 1917
- 1918
- 1919
- 1920
- 1921
- 1922
- 1923
- 1924
- 1925

Cette page recense des événements qui se sont produits durant l'année 1921  du calendrier grégorienen Belgique.

## Chronologie

### Avril
- 24 avril : élections communales. Les femmes participent pour la première fois au scrutin en tant qu'électrices et candidates[1].

### Juin
- 27 juin : loi « accordant la personnalité civile aux associations sans but lucratif (ASBL) et aux établissements d'utilité publique ».

### Juillet
- 25 juillet : l'Union économique belgo-luxembourgeoise est conclue à Bruxelles. Elle entrera en vigueur l'année suivante[2].
- 31 juillet : promulgation de la Loi Van Cauwelaert dans le cadre de la législation sur l'usage des langues en Belgique : le néerlandais devient la langue des administrations communales et provinciales dans la partie néerlandophone du pays[3].

### Novembre
- 20 novembre : élections législatives.
- Novembre 1921 : Marie Janson (POB) est la première femme à devenir membre du Sénat[1].

## Culture

### Architecture

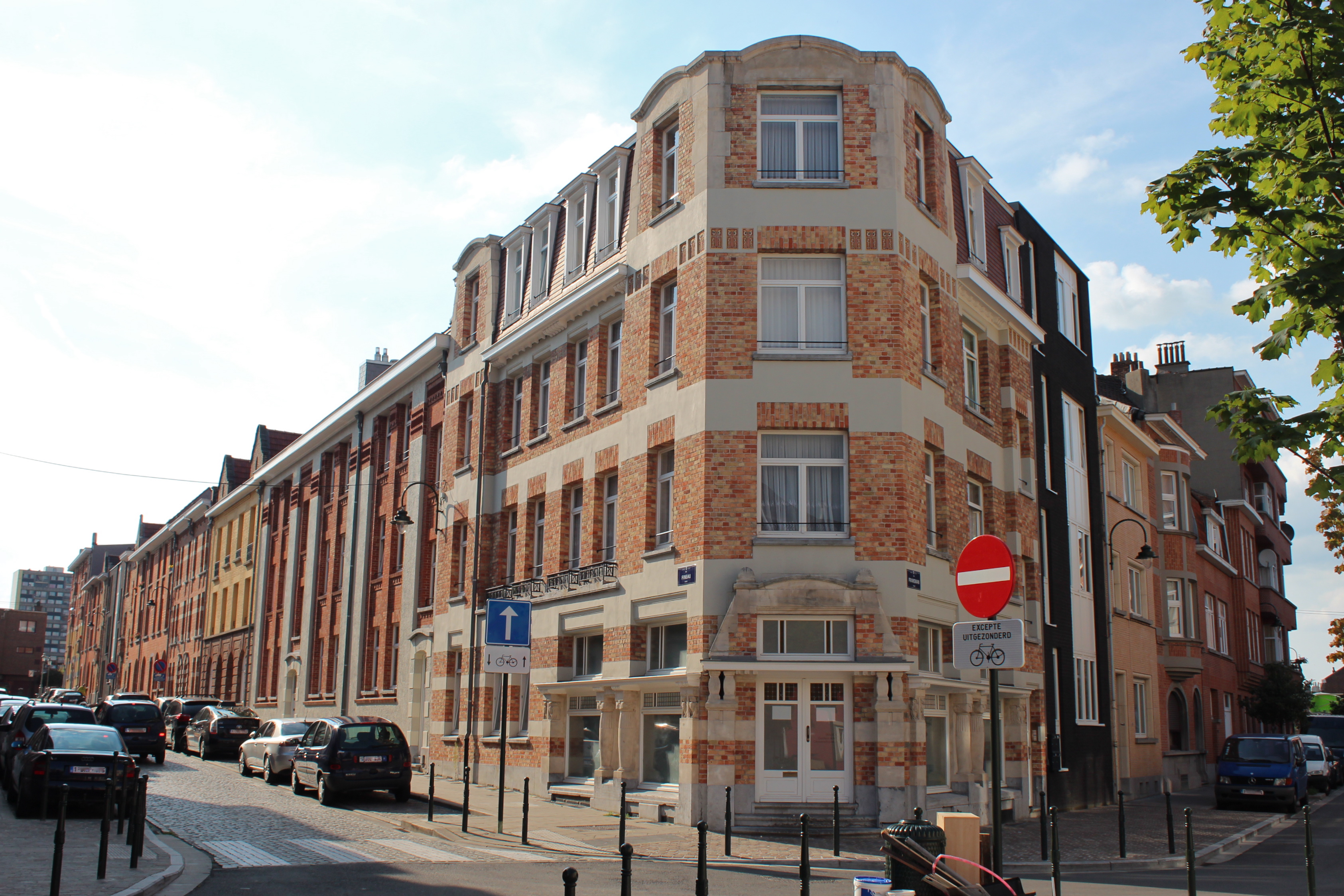
Logements sociaux du Foyer laekenois à Bruxelles (Art déco, Jean-Baptiste Dewin)

### Cinéma
- Âme belge d'Armand Du Plessy.
- L'Atlantide de Jacques Feyder.
- La Dentellière de Bruges d'Armand Du Plessy.
- La Libre Belgique d'Armand Du Plessy.

### Littérature
- Le Miroir caché, recueil d'Albert Giraud[4].
- Sous les tentes de l'exode, recueil de Max Elskamp[5].

### Peinture

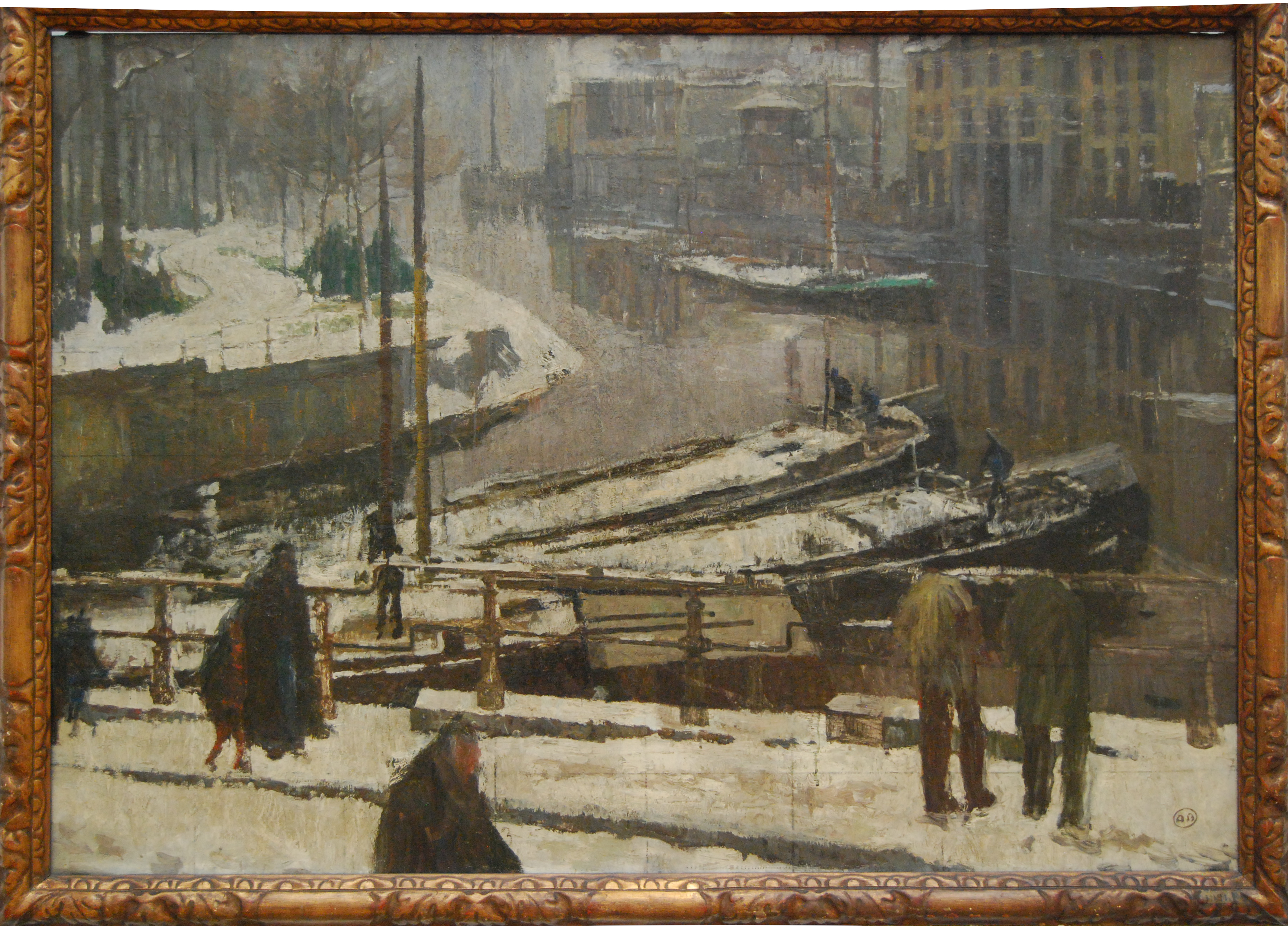
Le Dégel à Gand (Albert Baertsoen)

## Sciences

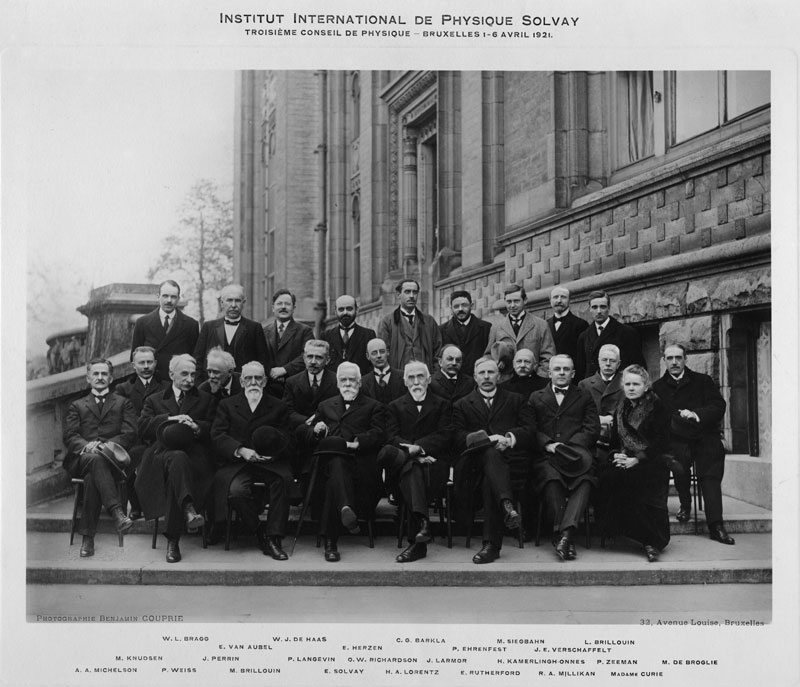
Troisième congrès Solvay, avril 1921.

- Du 1er au 6 avril : troisième congrès Solvay de physique à Bruxelles.

## Naissances
- 5 janvier : Abel Dubois, homme politique(† 18 octobre 1989).
- 1er mars : Paul Meyers, homme politique († 18 janvier 2011).
- 21 mars : Arthur Grumiaux, violoniste († 16 octobre 1986).
- 24 mars : Pierre Courtens, artiste peintre († 8 avril 2004).
- 19 avril : Marcel Pertry, footballeur († 10 avril 2008).
- 6 juin : Augusta Chiwy, infirmière († 23 août 2015).
- 7 août : Maurice Tillieux, auteur de bande dessinée († 2 février 1978).
- 30 juillet : Jacques Van der Schueren, homme politique († 24 juin 1997).
- 28 septembre : Valère Ollivier, coureur cycliste belge († 10 février 1958).
- 7 octobre : Raymond Goethals, entraîneur de football († 6 décembre 2004).
- 26 novembre : Alex Close, coureur cycliste († 21 octobre 2008).
- 24 décembre : Remi Schrijnen, homme politique, ancien volontaire belge de la Légion flamande († 27 juillet 2006).

## Décès
- 30 janvier :  Cornélis Liégeois, violoncelliste et compositeur (° 25 mars 1860), mort à Paris (France).
- 4 février : Xavier Mellery, peintre (° 9 août 1845).
- 7 février : Charles Allard, peintre et lithographe (° 6 avril 1860).
- 21 novembre : Fernand Khnopff, peintre (° 12 septembre 1858).
- 29 novembre : Ivan Caryll, compositeur (° 12 mai 1861), mort à New York (États-Unis).
- 19 décembre, Auguste Delbeke, littérateur et homme politique (° 12 août 1853).